# Oiran

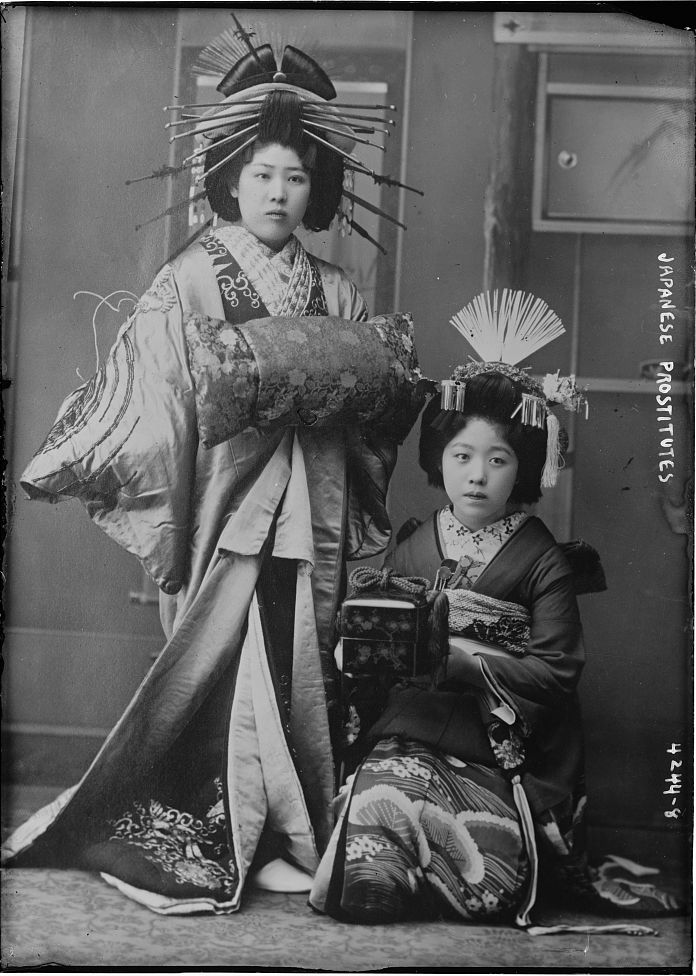
Hình ảnh của Oiran năm 1917

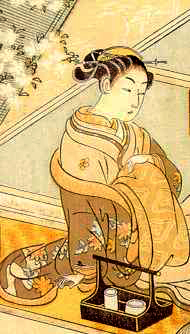
Một oiran đang ngồi với một khách hàng, in kiểu ukiyo-e bởi Suzuki Harunobu (1765).

Oiran (花魁 (Hoa Khôi)) , là những kỹ nữ hạng sang ở Nhật Bản. Oiran được xem như là một kiểu yūjo (遊女 - Du nữ) "người phụ nữ của sự khoái lạc" hay gái mại dâm. Tuy nhiên, khác với yūjo bình thường ở chỗ họ là những người làm trò mua vui cho khách và nhiều người đã trở thành người nổi tiếng ngay cả ở bên ngoài những khu lầu xanh. Nghệ thuật và phong cách thời trang của họ thường tạo ra xu hướng và chính vì điều đó, các khía cạnh văn hóa của truyền thống oiran vẫn tiếp tục được lưu giữ cho đến ngày nay.

## Từ nguyên học
Oiran bắt nguồn từ một cụm tiếng Nhật: oira no tokoro no nēsan (おいらの所の姉さん), có nghĩa là "chị gái ở chỗ chúng tôi". Khi viết bằng chữ Kanji, nó gồm hai ký tự, là 花 - "hoa", và 魁 - "khôi". Mặc dù cụm từ trên được sử dụng rộng rãi cho tất cả nhưng nếu đúng ra thì chỉ có gái mại dâm cao cấp ở khu vực Yoshiwara mới được gọi là oiran.

## Lịch sử

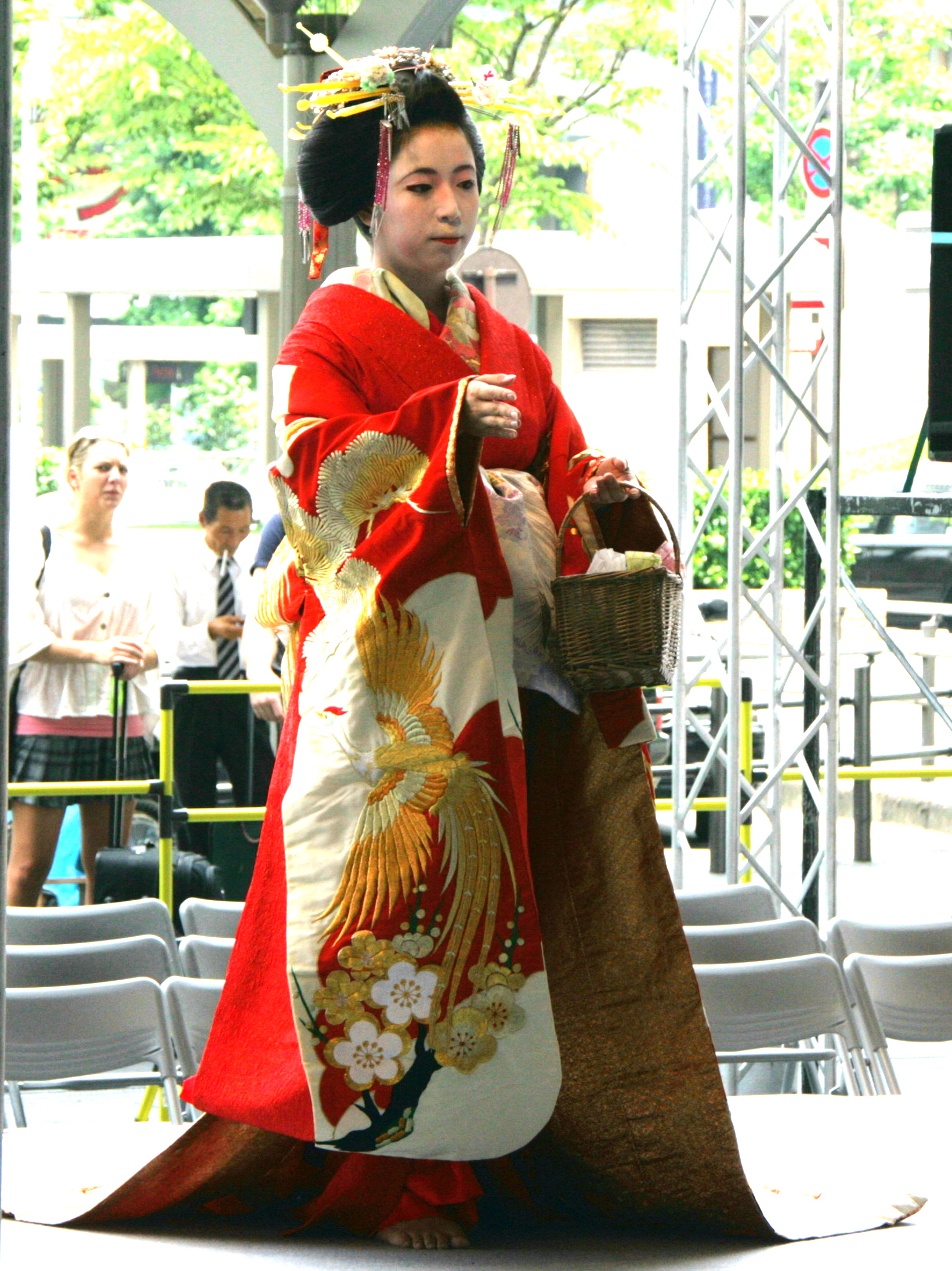
Một tayū thực tập hiện nay đến từ Shimabara, Kyoto.

### Trở nên nổi tiếng
Văn hóa kỹ nữ xuất hiện vào đầu thời kì Edo (1600-1868). Lúc bấy giờ, luật pháp được ban hành để hạn chế những nhà chứa cho tới những khu lầu xanh (yūkaku (遊廓 (Du Khuếch)) , đó là những khu vực có tường bao quanh và được đặt cách xa trung tâm thành phố. Mặc dù có rất nhiều lầu xanh, nhưng mà ba khu nổi bật lâu dài nhất đó là Shimabara ở Kyoto, Shinmachi ở Osaka, và ở Edo (Tokyo ngày nay), Yoshiwara. Những khu này nhanh chóng phát triển thành những khu rộng lớn, khép kín và cung cấp toàn bộ các loại hình giải trí, bao gồm ẩm thực, biểu diễn tự do và các buổi lễ hội, diễu hành thường xuyên.

### Địa vị và cấp bậc
So với yūjo (gái mại dâm) có điểm thu hút chính là hoạt động tình dục thì kỹ nữ là những người đầu tiên, tiêu biểu cho việc chiêu đãi, làm trò mua vui cho khách. Để trở thành một oiran, một người phụ nữ phải được đào tạo rất nhiều kĩ năng, bao gồm các nghệ thuật truyền thống như sadō (trà đạo), Ikebana (hoa đạo) và thư pháp. Oiran cũng học chơi đàn hạc, shakuhachi, tsuzumi (trống lắc tay) và shamisen. Khách hàng cũng rất hứng thú với những cô gái hiểu biết nhiều, giỏi ăn nói, và có khả năng viết lách thông minh, tao nhã.
Trong các khu lầu xanh, danh tiếng của kỹ nữ được xem xét dựa trên nhan sắc, tính cách, trình độ học vấn và năng khiếu nghệ thuật của họ hơn là khả năng sinh đẻ.
Cấp bậc cao nhất của kỹ nữ là tayū (太夫 (Thái Phu)) , tiếp theo là kōshi (格子 (Cách tử)). Không giống như kỹ nữ thông thường, tayū có đủ quyền lực để từ chối khách hàng. Địa vị cao khiến cho một tayū trở nên cực kỳ có giá - giá của một tayū cho một buổi tối dao động từ 1 ryo đến 1 ryo 3 bu, vượt xa mức lương của người lao động hàng tháng và so với mức lương hằng năm của một nhân viên bán hàng.
Vào năm 1761, tayū cuối cùng của Yoshiwara đã nghỉ hưu, đánh dấu sự kết thúc của thứ hạng tayū và kōshi trong các khu lầu xanh. Do đó từ "oiran" đã xuất hiện ở Yoshiwara như một cụm từ lịch sự dùng để gọi cho bất kì người kỹ nữ nào còn sót lại.

### Suy tàn
Sự cô lập trong các khu khép kín đã dẫn đến việc oiran trở nên bị lễ nghi hóa theo nhiều cách và dần bị xóa bỏ ra khỏi xã hội đang thay đổi. Các nghi thức nghiêm ngặt làm kìm hãm đi những hành vi phù hợp. Cách ăn nói của họ vẫn giữ nguyên lối nói trang trọng hơn là bình dân. Khách viếng thăm bình thường sẽ bị từ chối không tiếp; khách hàng chỉ được đón tiếp khi có thư giới thiệu từ phòng trà nào đó, hoặc khi có hẹn trước, điều này dẫn đến chi phí cao và tốn kém thời gian hơn. Ở thời đại hiện nay, kiểu tóc và cách ăn mặc đang ngày càng được làm cho đơn giản hơn nhưng trang phục của oiran thì lại ngày càng trở nên lộng lẫy, đặc biệt là cách trang trí đầu tóc với tám cây trâm, cây lược hoặc thậm chí là còn nhiều hơn cả thế, còn trang phục thì được trang hoàng vô cùng lộng lẫy với rất nhiều lớp bắt nguồn từ đầu thời kì Edo. Tương tự như thế, những hình thức giải trí cũng bắt nguồn từ những thế hệ kỹ nữ ban đầu khi xưa. Cuối cùng, văn hóa orian phát triển ngày càng chậm và cách biệt với đời sống hằng ngày, còn khách hàng của họ thì giảm dần đi.
Sự nổi lên của geisha đã kết thúc thời đại của oiran. Geisha ban đầu là những người chiêu đãi khách, họ cung cấp một nền tảng phù hợp cho những kỹ nữ, trang phục và kiểu tóc có phần chừng mực hơn của họ là nhằm giúp tránh khỏi sự cạnh tranh với các kỹ nữ. Tuy nhiên, sự kín đáo trong cách ăn mặc của họ được có thể hiểu sang sự lịch sự và việc thiếu đi tương đối tính lễ nghi sẽ có tính dễ tiếp cận hơn. Các loại hình giải trí mà họ cung cấp thì nhiều hơn đối với "khẩu vị" của người bình thường. Và quan trọng hơn cả, giá của họ đỡ "chát" hơn rất nhiều so với giá của kỹ nữ. Vào cuối thế kỷ XIX, geisha đã thay thế oiran làm người bầu bạn với những người đàn ông Nhật Bản giàu có.
Orian tiếp tục gặp khách hàng ở các khu lầu xanh, nhưng họ đã không còn là xu hướng thời trang mũi nhọn nữa. Trong Thế Chiến II, khi bất kỳ chương trình biểu diễn sang trọng nào đều bị phản đối thì văn hóa kỹ nữ phải chịu tổn thất. Luật chống mại dâm của năm 1958 giáng cho nó một đòn cuối cùng.

## Oiran ngày nay
Hiện nay có những tayū mua vui cho khách như geisha nhưng không còn phục vụ tình dục nữa. Tuy nhiên, có chưa đến năm tayū so với ba trăm geisha ở Kyoto ngày nay. Kỹ viện tayū cuối cùng còn sót lại tọa lạc ở Shimabara, đã mất đi thân thế chính thức là hanamachi (花街 - hoa thị: khu geisha) vào cuối thế kỷ XX do suy giảm tayū. Tuy nhiên. một số người vẫn công nhận Shimabara là một "hoa thị", vì geisha và tayū vẫn làm việc ở đây và hoạt động của tayū đang phát triển một cách chậm chạp. Một vài người phụ nữ còn sót lại hiện vẫn đang thực hành nghệ thuật tayū (không bao gồm lĩnh vực tình dục) để bảo tồn di sản văn hóa hơn là vì nghề nghiệp hay lối sống.

### Cuộc diễu hành kỹ nữ

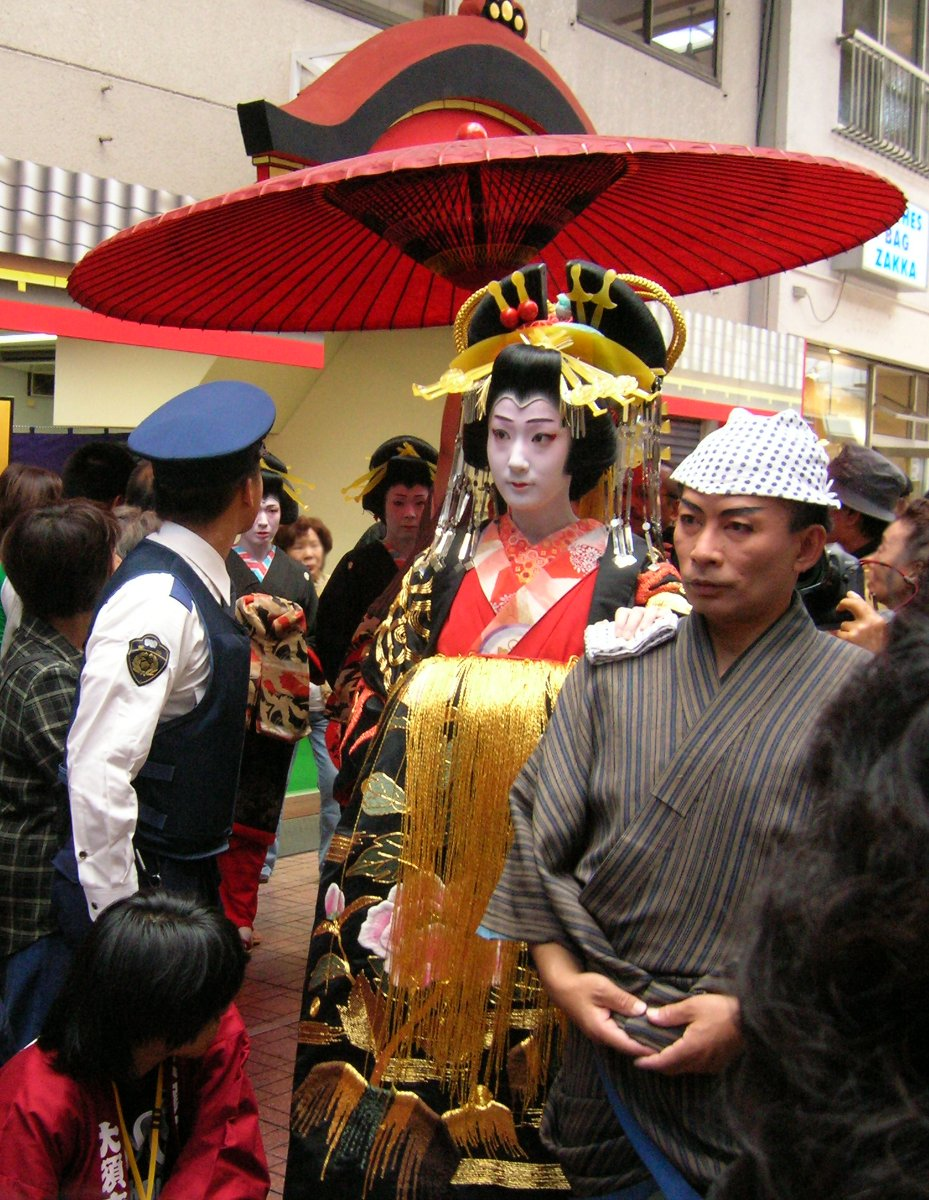
Cuộc diễu hành của Oiran ở Ōsu, Nagoya

Bunsui Sakura Matsuri Oiran Dōchū là một sự kiện tự do được tổ chức ở Tsubame, Niigata.  Dōchū là cách viết tắt của oiran-dochu, cũng là tên gọi của dáng đi mà những kỹ nữ đi đầu thực hiện quanh khu lầu xanh hoặc đoàn diễu hành thực hiện để hộ tống khách. Đoàn diễu hành này gồm có 3 oiran ăn mặc tươm tất—Shinano, Sakura, và Bunsui—giữa những đóa hoa anh đào nở rộ vào tháng Tư với khoảng 70 người hầu hộ tống. Mỗi oiran mang một đôi guốc geta cao 15 cm diễu hành với dáng đi đặc trưng, khiến cho cuộc diễu hành còn có tên gọi là Cuộc diễu hành trong mơ của Echigo (Echigo no yume-dochu). Sự kiện này cực kì nổi tiếng trên khắp Nhật Bản, với rất nhiều người đăng ký làm 3 vai oiran và những người hầu hạ.
Lệ hội những người biểu diễn đường phố Ōsu là một sự kiện được tổ chức xung quanh ngôi đền Ōsu Kannon ở Nagoya hằng năm vào khoảng đầu tháng Mười. Điểm đặc sắc của lễ hội hai ngày này chính là Cuộc diễu hành chậm của oiran qua khu mua sắm Ōsu Kannon. Hàng ngàn khán giả tụ tập tại khu mua sắm vào những ngày này để tiếp cận và chụp hình được những oiran cùng đoàn hộ vệ nam và đoàn tùy tùng tập sự (những người phụ nữ trẻ mặc kimono đỏ nổi bật, khuôn mặt được tô trắng, tóc đen xỏa dài gợi nhắc đến những Miko (Vu nữ) của đạo Shinto).
Một cuộc diễu hành Oiran Dōchū được tổ chức ở Shinagawa giữa Minami-Shinagawa và Aomono-Yokochō vào tháng Chín.